# 神秘学

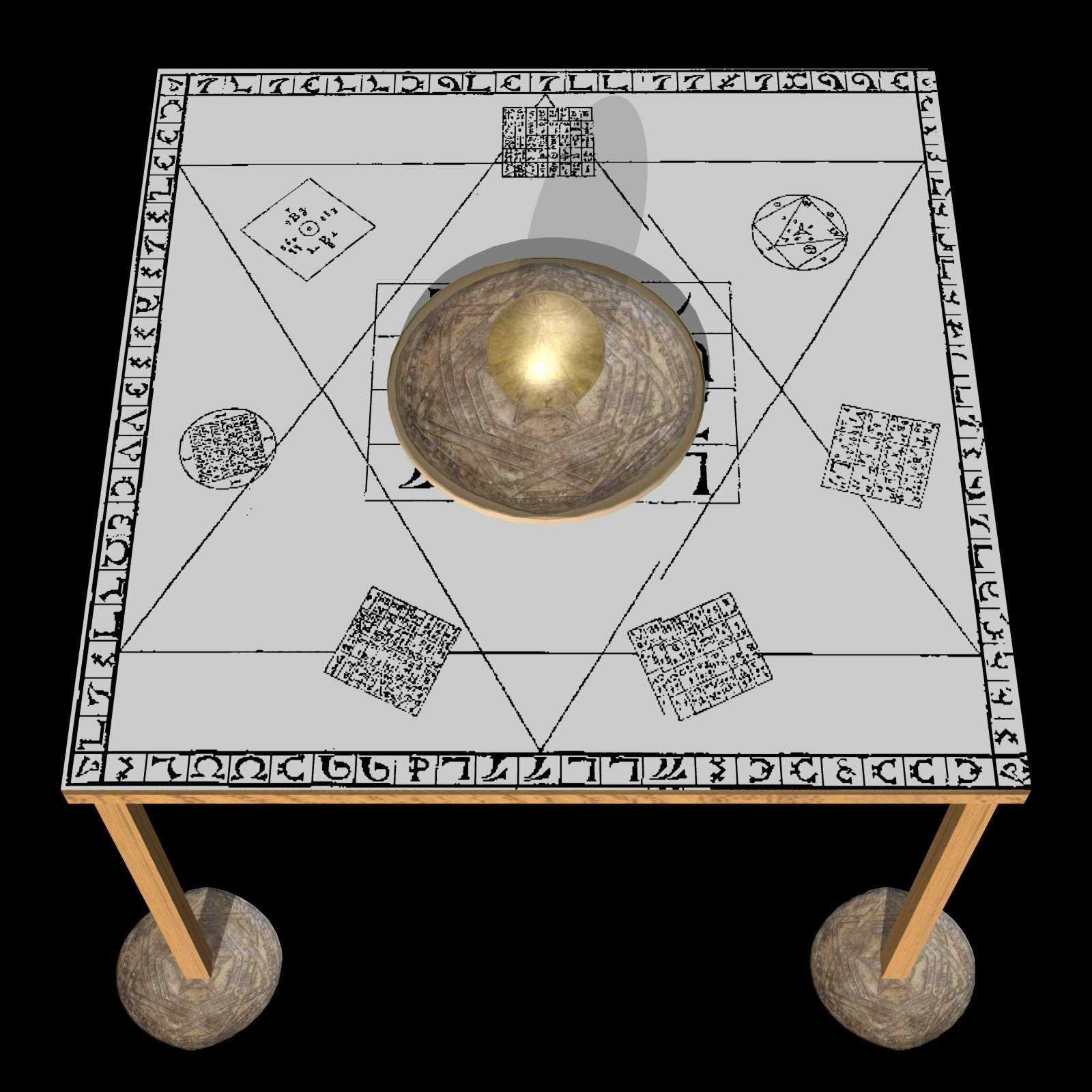
3D電腦模擬的聖桌

神秘學，或隐秘学、玄秘学（英語：occult）是指秘密的知識、或超自然的知識，與之相對的是以事實和可以被測量的知識作為基礎的各種科學。這個名詞有時被用來意指一些只為特定人口而設的知識、或那些必需被隱藏的知識。對於神秘學家來説，神秘學是某種超越邏輯、物理定律、感官之精神現實的研究。其他諸如「奧學」和「玄學」等的中文名詞，有時也是指神秘學。

## 歷史
古埃及是神秘學其中一個古老的流派。由於古埃及在後來被羅馬帝國所吞併，被成為羅馬文化的一部份，而許多原始稿件因戰亂失落，現時大部分古埃及神秘學的資料來自羅馬人的記錄。古埃及神秘學最為有代表性的是塔羅、煉金術等。希伯來吸收了一部分加爾底亞人、蘇美人、埃及人、巴比倫人和腓尼基人的文化，也發展出很著名的神秘學流派卡巴拉。古希臘誕生了神秘學的占星、靈數。